# Рудіна (округ Кисуцке Нове Место)
Рудіна (словац. Rudina) — село, громада округу Кисуцьке Нове Место, Жилінський край. Кадастрова площа громади — 6,27 км². Протікають річки Неслушанка і Рудінський потік.
Населення 1831 особа (станом на 31 грудня 2018 року).

## Історія
Рудіна згадується 1359 року.

## Населення
| Рік:            | 1994. | 2004.   | 2014.   | 2024.   |
| --------------- | ----- | ------- | ------- | ------- |
| Кількість осіб: | 1497  | 1645    | 1743    | 1799    |
| Різниця:        |       | +9,88 % | +5,95 % | +3,21 % |

| Рік:            | 2023. | 2024.   |
| --------------- | ----- | ------- |
| Кількість осіб: | 1803  | 1799    |
| Різниця:        |       | -0,22 % |